# Paso de los Arrieros, Jalisco
Paso de los Arrieros är en ort i Mexiko.   Den ligger i kommunen Mazamitla och delstaten Jalisco, i den centrala delen av landet, 400 km väster om huvudstaden Mexico City. Paso de los Arrieros ligger 2 087 meter över havet och antalet invånare är 189.
Terrängen runt Paso de los Arrieros är kuperad, och sluttar västerut. Runt Paso de los Arrieros är det ganska glesbefolkat, med 31 invånare per kvadratkilometer. Närmaste större samhälle är Mazamitla, 3,9 km öster om Paso de los Arrieros. I omgivningarna runt Paso de los Arrieros växer huvudsakligen savannskog.